# Sint-Michaëlkerk (Herten, 1883)
De Sint-Michaëlkerk was een rooms-katholieke kerk in het Nederlandse Herten, thans in de gemeente Roermond.
De kerk werd tussen 1881 en 1883 gebouwd ter vervanging van een oude zaalkerk, waarvan de toren was ingestort. Architect Johannes Kayser ontwierp de nieuwe kerk, een driebeukige kruiskerk in neogotische stijl, met een toren met naaldspits. Op 24 juli 1883 werd de Sint-Michaëlkerk ingewijd. 
In 1907 werd in de kerk een altaar geplaatst voor de Onze Lieve Vrouw van Rust, die in het Belgische Heppeneert werd vereerd. De Sint-Michaëlkerk werd sindsdien als Nederlands filiaal van de Belgische bedevaartplaats gebruikt.
Tussen oktober 1944 en januari 1945 werd er in Herten en omgeving zwaar gevochten tussen de Duitsers en de geallieerden. De kerk werd diverse malen geraakt door granaten en uiteindelijk op 25 januari door de Duitsers opgeblazen. Het gebouw en de inventaris werden vrijwel geheel verwoest. Het altaar met het beeldje van de Onze Lieve Vrouw bleef wel behouden en werd in de nieuwe Sint-Michaëlkerk van Hendrik Willem Valk geplaatst, die in 1954 werd ingewijd.